# Waleed Majid
Waleed Majid (* 22. September 1987) ist ein katarischer Poolbillardspieler.

## Karriere

### Einzel
2009 gewann Majid die Joker Club Championship in Kuwait. Bei der 9-Ball-Weltmeisterschaft 2010 in seiner Heimatstadt Doha schied er nach Niederlagen gegen Scott Higgins und Marlon Manalo sieglos aus. Ein Jahr später gewann er das Auftaktspiel gegen Tomasz Kapłan, verpasste aber anschließend mit Niederlagen gegen Thorsten Hohmann (4:9) und Hunter Lombardo (8:9) knapp den Einzug in die Finalrunde. Bei der 9-Ball-WM 2012 schied er erneut in der Vorrunde aus. Im selben Jahr gewann er die Qatar Ramadan Open und die arabische Meisterschaft. Darüber hinaus belegte er 2012 den fünften Platz bei den UAE Open und den siebzehnten Platz bei den China Open. Bei der 9-Ball-WM 2013 schied er in der Vorrunde aus.
2014 erreichte er bei den Dubai Open den dritten Platz. Im Juni 2014 zog er bei der 9-Ball-Weltmeisterschaft durch Siege gegen Detlef Grzella und Fabio Petroni erstmals in die Finalrunde ein. Anschließend besiegte er Lee Van Corteza und den früheren Weltmeister Darren Appleton, bevor er im Achtelfinale mit 8:11 gegen den Philippiner Johann Chua verlor. Bei den US Open 2014 wurde er Siebzehnter. Einen Monat später schied er beim World Pool Masters, zu dem er in diesem Jahr erstmals eingeladen wurde, im Achtelfinale gegen Karl Boyes aus. Bei der All Japan Championship 2014 erreichte er die Runde der letzten 32. 2014 gewann er zudem die Stanway Championship in den USA.
Anfang 2015 erreichte Majid das Achtelfinale der Chinese 8-Ball World Championship und unterlag dem Chinesen Liu Haitao nur knapp mit 12:13. Wenig später schied er hingegen bei der 10-Ball-Weltmeisterschaft in der Vorrunde aus. Beim World Pool Masters 2015 erreichte er mit einem Sieg gegen Jayson Shaw das Viertelfinale, in dem er mit 5:8 gegen den späteren Turniersieger Shane van Boening ausschied. Bei der 9-Ball-WM 2015 schied er in der Vorrunde aus. Im selben Jahr gewann er die New Jersey Championship und die Westasienmeisterschaft in der Disziplin 9-Ball. 2016 schied er bei der 9-Ball-WM und bei den Kuwait Open in der Vorrunde aus.

### Mannschaft
Majid nahm bislang zweimal am World Cup of Pool teil und bildete jeweils mit Bashar Hussain das katarische Team. 2014 schieden sie im Achtelfinale gegen die Österreicher Albin Ouschan und Mario He aus. 2015 erreichten sie, nachdem sie unter anderem das amerikanische Team (Shane van Boening und Mike Dechaine) besiegt hatten, das Viertelfinale, in dem sie den Japanern Naoyuki Ōi und Tōru Kuribayashi unterlagen.

## Sonstiges
Majid ist Assistenztrainer beim katarischen Billardverband.

## Erfolge
- Joker Club Championship: 2009
- Qatar Ramadan Open: 2012
- Stanway Championship: 2014
- Arabischer Meister: 2012
- New Jersey 9-Ball Championship: 2015
- 9-Ball-Westasienmeister: 2015